# Union Mertert-Wasserbillig
Union Mertert-Wasserbillig (lux. Union Mäertert-Waasserbëlleg) is een Luxemburgse voetbalclub uit Wasserbillig en Mertert. De traditionele kleuren zijn geel en zwart.

## Geschiedenis
In 1908 werd FC Swift Wasserbillig opgericht. In 1919 werd de naam veranderd in FC Jeunesse Wasserbillig en in 1940 in  SV Schwarz-Weiß Wasserbillig. Onder deze naam nam de club ook deel aan de Gauliga Moselland. In 1944 werd de laatste naamswijziging weer teruggedraaid. Tussen 1958 en 1967 speelde de club vijf seizoenen in de Nationaldivisioun waarin het in 1964 met een zevende plaats de hoogste notering behaalde.
In 1994 fuseerde de club met Union Mertert (opgericht in 1908) tot Union Mertert-Wasserbillig. De thuiswedstrijden worden in het Stade de la Sûre in Wasserbillig gespeeld. Op het Terrain des Football in Mertert spelen de jeugdploegen.